# Аљберт Буњаку
Аљберт Буњаку (алб. Albert Bunjaku; Гњилане, 29. новембар 1983) албански је бивши фудбалер са Косова и Метохије. Играо је на позицији нападача.

## Биографија
Рођен је 29. новембра 1983. године у Гњилану, у тадашњој Социјалистичкој Републици Србији. Када је имао осам година, са мајком и два брата се преселио у Швајцарску, где му је отац имао посао. Са 13 година се придружио првом клубу — небично касно за будућег професионалног фудбалера. Пре него је почео да игра за Шлирен, играо је фудбал само у школском дворишту или на игралишту. У том раздобљу је такође био веома заинтересован за кошарку.